# Maraial
Maraial é um município brasileiro do estado de Pernambuco. Conhecida como a terra da banana outrora, fica localizada na Mata Sul do estado, o município é constituído pela sede e o distrito de Sertãozinho que fica a 18 quilômetros. De acordo com o Google Maps fica a 149 quilometros da capital.

## História
A região possuía inicialmente muitas palmeiras do tipo Maraial, o que teria originado o seu nome. Há registros também de que a família Maraiá teria sido a primeira a se estabelecer na região. O povoado iniciou a partir da construção da ferrovia, quando se estabeleceu um pequeno comércio para abastecer os trabalhadores. A Estação Maraial foi Inaugurada no dia 1º de janeiro de 1884.
O distrito de Maraial foi criado em 17 de Dezembro de 1904, subordinado ao município de Palmares. Em 14 de Janeiro de 1913, tornou-se uma vila. Foi elevado à categoria de município em 11 de Setembro de 1928. O município foi instalado em 1 de janeiro de 1929.
Obs.: O povoado de Frei Caneca não faz mais parte da cidade de Maraial, mas sim de Jaqueira.

## Geografia
Localiza-se a uma latitude 08º46'57" sul e a uma longitude 35º48'32" oeste, estando ao nível do mar. Sua população estimada em 2004 era de 15 480 habitantes.
Já foram registradas temperaturas não-oficiais de 13 °C.
Possui uma área de  196 km².

## Acesso rodoviário
PE-125, PE-126 e BR-101 (via Palmares)